# 5 грудня
5 грудня — 339-й день року (340-й у високосні роки) у григоріанському календарі. До кінця року залишається 26 днів.

## Свята і пам'ятні дні

### Міжнародні
- ООН: Міжнародний день добровольців в ім'я економічного і соціального розвитку.
- ООН: Всесвітній день ґрунтів проголошено Резолюцією Генеральної Асамблеї ООН від 20.12.2013 № 68/232.

### Національні
- Україна: День працівників статистики.
- Україна: День ґрунтознавця.
- Україна: День Сави.
- Австрія: Ніч Крампуса (Krampusnacht) в Австрії та інших країнах Європи.

### Релігійні

#### Західне християнство
- Пам'ять святих Аберція[en], Ґербольда[en], Далматія Павійського[en], Криспіна з Нумідії[en], Ніцетія, Пеліна Бриндізького[en], Сави Освяченого, та Юстиніана Валлійського[en].

#### Східне християнство
- День святого Сави;
- Пам'ять мученика Анастасія Аквілейського;
- Пам'ять преподобних Киріона Скитського та Захарії[1].

## Іменини
✝  Католицькі: Ґербольд, Далматій, Криспін, Сава, Юстиніан.
✙ Православні: Сава, Анастасій, Захарій.

## Події

Буенос-Айрес, пам'ятник Тарасу Шевченку, 1971 рік

- 63 до н. е. — змова Катиліни у Римі
- 633 — почався IV Толедський собор, його очолював Ісидор Севільський.
- 1408 — у спробі підкорення Московії емір Золотої Орди Едигей, дійшовши до Москви, спалив навколишні землі, але не зміг захопити місто.
- 1484 — Папа Римський Інокентій VIII своєю буллою надав інквізиторам широкі повноваження в справі полювання на відьом.
- 1492 — під час своєї першої експедиції Христофор Колумб відкрив острів Санто-Домінго (тепер Гаїті). Перед цим він відкрив Багамські острови.
- 1496 — Король Португалії Мануел I наказав вигнати євреїв із країни.
- 1560 — Карл IX став королем Франції у віці 13 років, Катерина Медічі стала регентом.
- 1683 — відбулася битва під Кіцканами між козацькими силами і татарськими.
- 1757 — Семирічна війна: прусські війська під командуванням короля Фрідріха II перемогли австрійські війська під командуванням Карла Лотаринзького.
- 1766 — Джеймс Крісті-старший, колишній морський офіцер, провів свій перший аукціон у Лондоні. Тепер аукціон «Крістіз» (поряд з аукціоном «Сотбі») є найвідомішим у світі.
- 1848 — Президент США Джеймс Полк підтвердив факт відкриття золота в Каліфорнії, чим спровокував золоту лихоманку 1849 року.
- 1854 — під час Кримської війни під Інкерманом відбулася битва, яка закінчилась поразкою Російської імперії.
- 1865 — Іспано-південноамериканська війна: Перу обʼєднується з Чилі у війні з Іспанією.
- 1879 — у США запатентували першу автоматичну телефонну станцію (АТС).
- 1904 — під час російсько-японської війни японці розгромили російський імператорський флот у Порт-Артурі.
- 1908 — у Пітсбурзі проведений перший матч з американського футболу.
- 1914 — почалася Імперська трансантарктична експедиція - спроба перетнути Антарктиду суходолом.
- 1917 — відкриття Української академії мистецтв.
- 1918 — Проголошено Руську Народну Республіку Лемків.
- 1918 — підписано Договір про дружбу та співпрацю між Українською Державою та Грузинською Демократичною Республікою.
- 1918 — почалися бої за Хирів між військами УГА та польськими частинами.
- 1919 — під тиском ворожих армій головний отаман військ Української Народної Республіки Симон Петлюра виїхав з України в Польщу.
- 1925 — прем'єра фільму Ейзенштейна «Броненосець Потьомкін».
- 1929 — у США створили першу у світі організацію нудистів.
- 1931 — Більшовики підірвали храм Христа Спасителя в Москві.
- 1933 — у США скасували «сухий закон», введений 1919 року.
- 1936 — у СРСР ухвалено так звану «сталінську» Конституцію.
- 1941 — Друга світова війна, битва за Москву: радянські війська під командуванням Георгія Жукова почали контрнаступ проти німецьких військ.
- 1941 — Друга світова війна: Велика Британія оголосила війну Фінляндії, Угорщині та Румунії.
- 1943 — Друга світова війна: почалася Операція «Арбалет».
- 1944 — у Німеччині оголошений призов в армію жінок, старших 18 років.
- 1945 — Виліт 19, група бомбардувальників Grumman TBF Avenger, зник у Бермудському трикутнику.
- 1949 — Єрусалим проголосили столицею Ізраїлю
- 1952 — початок Великого смогу в Лондоні. Через нього загинуло близько 4 тисяч людей.
- 1955 — почався Автобусний бойкот у Монтгомері.
- 1958 — у Великій Британії відкрито першу в країні автомагістраль.
- 1971 — у Буенос-Айресі (Аргентина) відкрили пам'ятник Тарасові Шевченку.
- 1976 — на Південному гірничо-збагачувальному комбінаті (Кривий Ріг) змонтували найбільший у світі магнітний сепаратор.
- 1983 — кінець влади військової хунти в Аргентині.
- 1989 — у Києві відбувся перший фестиваль «Музичні прем'єри сезону». З того часу вони проводяться щороку.
- 1991 — Головою Верховної Ради України обрано Івана Плюща (замість Леоніда Кравчука, який став Президентом України).
- 1991 — незалежність України визнали Аргентина, Болгарія, Болівія, Росія і Хорватія.
- 1994 — в обмін на відмову України від ядерної зброї у Будапешті підписали меморандум про надання Україні гарантій безпеки з боку ядерних держав — США, Великої Британії та Росії.
- 1995 — Громадянська війна на Шрі-Ланці: уряд заявив про захоплення тамільського опорного пункту Джафна.
- 2001 — розпочався перший Всеукраїнський перепис населення.
- 2006 — Франк Баїнімарама в результаті перевороту скинув уряд Фіджі.
- 2014 — відбувся Exploration Flight Test 1 — перший тестовий політ космічного корабля "Оріон".
- 2017 — Міжнародний Олімпійський комітет відсторонив від участі в Олімпійських іграх 2018 року збірну Росії за зловживання допінгом.

## Народились
Дивись також Категорія:Народились 5 грудня
- 1782 — Мартін ван Бюрен, 8-й президент Сполучених Штатів Америки (1837—1841).
- 1870 — Олександр Чехович, український військовий юрист, генерал-хорунжий.
- 1878 — Олександр Олесь (Кандиба), український поет (пом. 1944)
- 1881 — Митрофан Богаєвський, ідеолог донського козацтва, голова Донського Військового Кругу в 1917–18 рр.
- 1891 — Олександр Родченко, радянський живописець, графік, скульптор, фотограф, дизайнер, художник театру і кіно, педагог.
- 1899 — Санні Бой Вільямсон II, американський блюзовий співак, музикант
- 1901 — Волт Дісней, американський художник-аніматор (мультиплікатор), режисер, продюсер.
- 1904 — Михайло Дерегус, український графік і (живописець).
- 1931 — Григір Тютюнник, український письменник.
- 1932 — Літл Річард, американський рок-музикант, один із засновників рок-н-ролу.
- 1946 — Хосе Каррерас, іспанський співак-тенор.
- 1966 — Патрісія Каас, французька естрадна співачка (у світі продано понад 17 млн її музичних записів).
- 1973 — Коломієць Дмитро Валерійович, майор ВПС України. Герой України.
- 1974 — Ельбрус Тедєєв, український борець.
- 1999 — Українець Владислав Петрович,  лейтенант Збройних Сил України, учасник російсько-української війни, Герой України.
- 2004 — Енні ЛеБланк, американська інтернет-особистість, акторка.

## Померли
Дивись також Категорія:Померли 5 грудня
- 1560 — Франциск II, король Франції у 1559–1560 (нар. 1544).
- 1662 — Ісідоро Біанкі, італійський художник доби пізнього маньєризму і бароко.
- 1696 — Феодосій Углицький, святий Православної Церкви, видатний український церковний діяч (нар. у 1630-х рр.).
- 1770 — Джеймс Стірлінг, шотландський математик.
- 1791 — Вольфґанґ Амадей Моцарт, австрійський композитор (нар. 1756).
- 1814 — Еваріст де Парні, французький поет, член Французької академії.
- 1859 — Луї Пуансо, французький математик і механік.
- 1870 — Александр Дюма (батько), французький письменник, автор численних пригодницьких романів на історичну тематику (нар. 1802).
- 1881 — Микола Пирогов, український і російський хірург, анатом і педагог. Засновник військово-польової хірургії.
- 1926 — Клод Моне, французький маляр, засновник імпресіонізму (нар. 1840).
- 1979 — Соня Делоне, українська художниця та дизайнер, представниця напрямку арт Деко.
- 1983 — Роберт Олдріч, американський кінорежисер, сценарист і продюсер.
- 2007 — Карлгайнц Штокгаузен, німецький композитор, диригент, музичний теоретик, один з лідерів музичного авангардизму.
- 2012 
  - Дейв Брубек, американський джазовий піаніст і композитор.
  - Оскар Німеєр, бразильський архітектор, забудовник столиці країни — Бразиліа.
- 2013 — Нельсон Мандела, президент ПАР у 1994—1999, лауреат Нобелівської премії миру (нар. 1918).
- 2014 — Фабіола, королева Бельгії (нар. 1928).